# Сорокодзюба Іван Михайлович
Іва́н Миха́йлович Сорокодзю́ба (15 грудня 1976 — 19 грудня 2017) — старший солдат Збройних сил України, учасник російсько-української війни.

## Життєпис
Народився 1976 року в Рокитному (Київська область). Навчався у Рокитнянській школі № 4; рано втратив батьків, згодом — і двох своїх братів — один загинув, інший помер.
В лютому 2017 року вступив на військову службу за контрактом; старший солдат, старший стрілець 2-го мотопіхотного відділення 1-го мотопіхотного взводу 2-ї мотопіхотної роти 13-го батальйону «Чернігів-1».
19 грудня 2017-го вранці загинув від вогнепального уламкового поранення грудної клітини — внаслідок обстрілу терористами з мінометів та СПГ-9 околиць смт Новотошківське (Попаснянський район).
22 грудня 2017 року похований на центральному кладовищі смт Рокитне з військовими почестями.

## Нагороди та вшанування
- Указом Президента України № 98/2018 від 6 квітня 2018 року «за особисту мужність і самовіддані дії, виявлені у захисті державного суверенітету та територіальної цілісності України, зразкового виконання військового обов'язку» — нагороджений орденом «За мужність» III ступеня[1].
- Вшановується в меморіальному комплексі «Зала пам'яті», в щоденному ранковому церемоніалі 19 грудня[2][3].